# Michel Lombardet
 (avril 2020).
Michel Lombardet, né le 15 novembre 1931 à Besançon et mort le 2 janvier 2011 dans cette même ville, est un boxeur français. Il est inhumé au cimetière communal d'École-Valentin dans le département du Doubs.

## Carrière
Membre du club pugilistique de sa ville natale, il gagne son premier combat professionnel le 3 novembre 1953 et termine sa carrière sur une défaite le 15 avril 1962. Il devient champion de France de la catégorie poids welters à deux reprises en 1959 et 1960, pour quatre combats menés avec le titre national en jeu.